# California City
Pour les articles homonymes, voir California.
California City est une municipalité du comté de Kern, en Californie, aux États-Unis. Sa population était de 14 120 habitants au recensement de 2010.

## Géographie
California City est située à 35°9′40″N, 117°52′23″O.
Selon le Bureau du recensement des États-Unis la ville a une superficie de 527,4 km², 527,2 km² de terre, 0,2 km² d'eau, soit 0,04 % du total.

## Démographie
| 1970  | 1980  | 1990  | 2000  | 2010   | - |
| ----- | ----- | ----- | ----- | ------ | - |
| 1 309 | 2 743 | 5 955 | 8 385 | 14 120 | - |